# Pseudopleuropus morrisonensis
Pseudopleuropus morrisonensis là một loài rêu trong họ Brachytheciaceae. Loài này được Takaki mô tả khoa học đầu tiên năm 1955.